# 5-メチルテトラヒドロプテロイルトリグルタミン酸-ホモシステイン-S-メチルトランスフェラーゼ
5-メチルテトラヒドロプテロイルトリグルタミン酸—ホモシステイン-S-メチルトランスフェラーゼ(5-methyltetrahydropteroyltriglutamate-homocysteine S-methyltransferase)は、システイン・メチオニン代謝、セレン化合物代謝に関連する酵素で、次の化学反応を触媒する酵素である。
5-メチルテトラヒドロプテロイルトリ-L-グルタミン酸 + L-ホモシステイン {\displaystyle \rightleftharpoons } テトラヒドロプテロイルトリ-L-グルタミン酸 + L-メチオニン
この酵素の基質は5-メチルテトラヒドロプテロイルトリ-L-グルタミン酸とL-ホモシステインで、生成物はテトラヒドロプテロイルトリ-L-グルタミン酸とL-メチオニンである。補因子としてリン酸と亜鉛を用いる。
この酵素は転移酵素の一つで、特に一炭素基を転移させるメチルトランスフェラーゼである。組織名は5-methyltetrahydropteroyltri-L-glutamate:L-homocysteine S-methyltransferaseで、別名にtetrahydropteroyltriglutamate methyltransferase、
homocysteine methylase、methyltransferase, tetrahydropteroylglutamate-homocysteine transmethylase、methyltetrahydropteroylpolyglutamate:homocysteine methyltransferase、cobalamin-independent methionine synthase、methionine synthase (cobalamin-independent)、MetEがある。